# Dudleya calcicola
Dudleya calcicola är en fetbladsväxtart som beskrevs av J.A. Bartel och J.R. Shevock. Dudleya calcicola ingår i släktet Dudleya och familjen fetbladsväxter. Inga underarter finns listade i Catalogue of Life.